# Space Patrol
Space Patrol (La patrulla espacial) fou una sèrie estatunidenca de ciència-ficció, ambientada en el segle XXX, que va arribar al públic juvenil mitjançant la televisió, la ràdio i els còmics. La seva emissió va començar el març de 1950 i s'allargaria fins al febrer de 1955. Va tenir una audiència destacada, arribant a ser un dels 10 programes més vistos els dissabtes durant 1954.